# Александрийская библиотека
Александри́йская библиоте́ка (др.-греч. Βιβλιοθήκη τῆς Ἀλεξάνδρειας, лат. Bibliotheca Alexandrina) — одна из крупнейших и наиболее значительных библиотек древнего мира. Располагалась в античной Александрии. Входила в состав исследовательского института, известного как Александрийский мусейон. Время расцвета — III—II века до нашей эры.
Идея универсальной библиотеки в Александрии, возможно, была предложена Деметрием Фалерским, изгнанным афинским государственным деятелем, жившим в Александрии, Птолемею I Сотеру, который, возможно, разработал планы библиотеки, но сама библиотека, вероятно, не была построена до правления его сына Птолемея II Филадельфа. Библиотека быстро приобрела много папирусных свитков, в основном благодаря агрессивной и хорошо финансируемой политике царей Птолемеев по приобретению текстов. Неизвестно точно, сколько таких свитков хранилось в то или иное время, но оценки варьируются от 40 000 до 700 000 во времена расцвета.
В течение всего III века до н. э. глава библиотеки по традиции был одновременно и воспитателем наследника престола. После римского завоевания Египта библиотека сохранила своё высокое значение для новой администрации; по крайней мере, до начала III века н. э., её сотрудники имели привилегии птолемеевской эпохи. Александрия поддерживала статус интеллектуального и образовательного центра ещё в V веке. Многие важные и влиятельные учёные работали в библиотеке в течение III и II веков до нашей эры, в пример можно привести: Зенодота Эфесского, который работал над стандартизацией текстов гомеровских поэм; Каллимаха из Кирены, который написал Пинакес, иногда считающийся первым в мире библиотечным каталогом; Аполлония Родосского, который написал эпическую поэму «Аргонавтика»; Эратосфена Киренского, вычислившего окружность земли с точностью до нескольких сотен километров; Аристофана Византийского, изобрётшего систему греческой диакритики и первым разделивший поэтические тексты на строки; Аристарха Самофракийского, создавшего окончательные тексты гомеровских поэм, а также обширные комментарии к ним.
Собственно, библиотечных собраний было два: главное, располагавшееся в царском дворце в квартале Брухейон (оно пострадало во время войны Юлия Цезаря в 48 году до н. э.), и вспомогательное, в храме Сераписа (Серапеум), там хранились общедоступные фонды и учебная литература.
Несмотря на распространённое мнение, что Александрийская библиотека исчезла в результате какого-то конкретного события, упадок александрийской библиотеки растянулся на несколько столетий. Всё началось с изгнания интеллектуалов из Александрии в 145 году до н. э. во время правления Птолемея VIII Эвергета, в результате чего Аристарх Самофракийский, главный библиотекарь, ушёл в отставку и отправился в добровольное изгнание на Кипр. Многие другие учёные, в том числе Дионисий Фракийский и Аполлодор Афинский, бежали в другие города, где продолжали преподавать и проводить научные исследования. Библиотека, или часть её коллекции, была случайно сожжена Юлием Цезарем во время гражданской войны в 48 году до н. э., но неясно, насколько велики были разрушения. Вероятно, библиотека сохранилась либо была восстановлена вскоре после войны: географ Страбон упоминает, что посетил мусейон примерно в 20 году до н. э., а научная работа Дидима Халкентера в Александрии этого периода указывает на то, что он имел доступ по крайней мере к некоторым ресурсам библиотеки. Библиотека сократилась в Римский период из-за отсутствия финансирования и поддержки. Штат работников библиотеки, по-видимому, исчез к 260-м годам нашей эры.
Основной фонд библиотеки прекратил существование в ходе боевых действий римлян под командованием императора Аврелиана в 273 году. С XVIII века распространилась версия, хотя она не подтверждается античными источниками, что часть библиотеки, хранившаяся в Александрийском Серапеуме, была уничтожена во время столкновений 391 года между христианами и язычниками, но в то время там, по-видимому, книг уже не было, и в основном он использовался как место сбора философов-неоплатоников, следующих учению Ямвлиха. Существует также версия, что уничтожение библиотечных фондов завершилось в ходе арабского завоевания в первой половине VII века.
Практически все сведения о содержимом и устройстве Александрийской библиотеки содержатся в разрозненных античных источниках, которые сильно противоречат друг другу. Не известен ни один текст, вышедший непосредственно из библиотеки; археологи с большим трудом идентифицируют её местоположение.

## Античные источники. Терминология
Александрийская библиотека скудно представлена в источниках, которые в большинстве своём восходят к римской эпохе, когда изменились принципы функционирования и комплектования библиотеки. Древнейшим источником, содержащим сведения о библиотеке, является Письмо Аристея, датируемое ныне II или I веком до н. э. Отрывочные сведения содержатся в «Географии» Страбона, трудах Сенеки, Плутарха и Светония. Некоторые сведения анекдотического характера представлены в трудах медика II века Галена, а также у Афинея, и ряда других авторов. Ряд важных сведений представлен в схолиях византийского учёного XII века Иоанна Цецеса, но источники его информации неизвестны.
В античных источниках Александрийская библиотека именовалась по-разному. Достаточно часто она именуется просто «Великой библиотекой» (др.-греч. ἡ μεγάλη βιβλιοθήκη), «царской библиотекой», «библиотекой Мусейона», и т. д.

## Предпосылки создания
Александрийская библиотека была не первой библиотекой такого рода. Давняя традиция библиотек существовала как в Греции, так и на древнем Ближнем Востоке. Самый ранний зарегистрированный архив письменных материалов происходит из древнего шумерского города-государства Урук примерно в 3400 году до нашей эры, когда письменность только начинала развиваться. Научное изучение литературных текстов началось примерно в 2500 году до н. э.. Позднейшие царства и империи древнего Ближнего Востока имели давние традиции книжного коллекционирования. Древние хетты и ассирийцы имели огромные архивы, содержащие записи, написанные на многих разных языках. Самой известной библиотекой древнего Ближнего Востока была библиотека Ашшурбанипала в Ниневии, основанная в VII веке до нашей эры ассирийским царём Ашшурбанапалом (правил с 668 по 627 года до н. э.). Большая библиотека также существовала в Вавилоне во время правления Навуходоносора II (ок. 605—562 годы до н. э.). В Греции афинский тиран Писистрат, как говорят, основал первую крупную публичную библиотеку в VI веке до нашей эры. Именно из этого смешанного наследия как греческих, так и ближневосточных книжных коллекций родилась идея Александрийской библиотеки.
Македонские властители, сменившие Александра Македонского на месте правителей Ближнего Востока, стремились распространять эллинистическую культуру и знания по всему известному тогда миру. Историк Рой Маклеод называет это «программой культурного империализма». Таким образом, эти правители были кровно заинтересованы в сборе и обобщении информации как от греков, так и от гораздо более древних царств Ближнего Востока. Библиотеки повышали престиж города, привлекали учёных и оказывали практическую помощь в вопросах управления государством. В конце концов, по этим причинам, каждый крупный эллинистический полис имел бы царскую библиотеку. Александрийская библиотека, однако, была беспрецедентной из-за размаха и масштаба амбиций Птолемеев. В отличие от своих предшественников и современников, Птолемеи хотели создать хранилище всех знаний.

## Основание библиотеки
Александрийская библиотека была основана, вероятно, по инициативе царя Птолемея I Сотера, что следует из «Моралий» Плутарха (Non posse suaviter vivi, 13, 3). Образцом для создания Александрийской библиотеки как государственного научного и образовательного учреждения, были, по-видимому, собрания при школах Платона и Аристотеля. Когда Платон перенёс школу из рощи Академа в собственный дом, он основал при нём Мусейон — храм муз; Теофраст построил для перипатетической школы специальные аудитории и здание библиотеки.
В основании Александрийской библиотеки приняли участие перипатетики Деметрий Фалерский и, возможно, Стратон из Лампсака. Деметрий переехал ко двору Птолемея I Сотера около 297 года до н. э. В 283 году до н. э. Птолемей I Сотер умер. Епифаний Кипрский сообщал, что однажды преемник Птолемея I Птолемей II Филадельф спросил Деметрия, как много книг собрано в библиотеке. Тот ответил, что собрано 54 800 свитков, но многое ещё предстоит достать и скопировать.
Александрийская библиотека представляла собой более академию, чем обычное собрание книг: здесь жили и работали учёные, занимавшиеся как исследованиями, так и преподаванием. При библиотеке состоял штат копиистов, переписывавших книги; был составлен каталог книг. Существенной особенностью Александрийской библиотеки было то, что её фонды преимущественно пополнялись на месте: Александрия была главным центром производства папируса в античности, а политика Птолемеев была направлена на создание кадров подготовленных специалистов — писцов и грамматиков-текстологов. Впервые об этом написал Авл Геллий, он же приводил максимальную оценку размеров библиотечного фонда — 700 000 свитков («Аттические ночи», VII, 17, 1-3).
Библиотека и Музей создавались одновременно и должны были дополнять друг друга. Музей был культовым учреждением, но поклонение Музам носило практический характер, в форме разнообразных научных и литературных занятий, осуществляемых штатными учёными и литераторами. Ближайшим аналогом этой деятельности была постановка трагедий в Афинах классической эпохи как акт культовой обрядности бога Диониса. По сообщению Афинея, первоначальную основу библиотечного фонда составила библиотека Аристотеля, купленная Птолемеем (I, 3 b); однако этот фрагмент можно истолковать и как то, что основу фонда составили труды самого Аристотеля. Гален сообщал характерный анекдот, согласно которому все суда, посещавшие гавань Александрии, должны были отдавать свои книги и взамен получать копии. Птолемей III Эвергет взял в долг у Афин государственный экземпляр произведений афинских трагиков и вернул только копии, утратив огромный залог в 18 талантов.
Первым хранителем библиотеки был Зенодот Эфесский (до 234 г. до н. э.), после него Эратосфен Киренский (с 236 по 195 г. до н. э.), Аристофан Византийский (по 185—180 г. до н. э.), Аристарх Самофракийский (по 146 г. до н. э.). В библиотеке работали и другие выдающиеся учёные эпохи эллинизма, в том числе Евклид, Герон Александрийский, Архимед. Сведения об этом приводятся в византийской энциклопедии Суды. В оксиринхском папирусе 1241 приводится другой список александрийских библиотекарей, но, по словам В. Боруховича, он не может служить основанием для решения вопроса о преемственности в управлении библиотекой. Аполлоний Родосский назван здесь учителем первого царя (вместо третьего), а преемником Аполлония назван Эратосфен, за которым следуют Аристофан Византийский и Аристарх.

## Фонды библиотеки
В 1819 году Ф. Осанн, изучая рукопись комедий Плавта XV века, обнаружил латинский схолий, содержащий сведения об Александрийской библиотеке, но опубликован он был намного позже. Содержание его таково:

(Царь) учредил две библиотеки, одну за пределами царского дворца, другую во дворце. Во внешней библиотеке насчитывалось 42 800 свитков, а в той, что находилась во дворце, — хранилось 40 000 «смешанных свитков» (Voluminum commixtorum), «простых же и разделённых» (Simplicium autem et digestorum) 90 000, как сообщает Каллимах, придворный царский библиотекарь, который также написал титулы для каждого свитка.
Анонимный автор схолия ссылался при этом на византийского учёного Иоанна Цецеса. Греческий текст Цецеса об Александрийской библиотеке — части схолий к Аристофану — сохранился в одной из рукописей из собрания Амброзианской библиотеки в Милане. Там приведён иной порядок чисел:

Названный царь Птолемей Филадельф… когда собрал отовсюду на деньги царской казны книги в Александрию, по совету Деметрия Фалерского и других старцев, отвел им место в двух библиотеках. Во внешней библиотеке число книг равнялось 42 800. Другая библиотека, располагавшаяся внутри дворца, имела «смешанных» книг (греч. συμμίκτων) — 400 000, «простых» же и «несмешанных» — 90 000, как описал их по «Таблицам» Каллимах, являвшийся придворным царя, позже после приведения их в порядок.
Современные исследователи склонны доверять заниженным оценкам числа хранившихся в библиотеке сочинений. Споры вызывает также понятие «простых», «смешанных» и «несмешанных» книг, хранившихся в библиотеке. По мнению В. Боруховича, «простыми» книгами в традиции александрийских учёных назывались свитки среднего размера, включавшие одно литературное произведение, тогда как «смешанные» книги представляли собой совокупность свитков, связанных или заключённых в одну коробку, как бы «перемешанными» между собой — так, что требовалось искать среди них требуемую часть памятника.
Текстологическая работа хранителей библиотеки была неотделима от каталогизации её содержимого. Многие книги были намеренно приписаны их авторами другим лицам (так называемые «псевдоэпиграфы») или вообще не имели автора. Часто авторы носили одинаковые имена, а в процессе переписки рукописей тексты искажались, возникали пропуски и добавления. Поэтому перед александрийскими грамматиками, занимавшимися обработкой накопленных книжных фондов, вставала задача максимального приближения к авторскому оригиналу редактируемых ими копий. Интересы библиотекарей включали не только греческие произведения, но и восточные. Именно при Мусейоне был осуществлён перевод Септуагинты, а египетский жрец Манефон написал по-гречески «Историю Египта». Также он, предположительно, был основателем филиала библиотеки при Серапеуме.
Каллимах из Кирены явился основателем научной библиографии. В энциклопедии Суды ему приписывали 800 книг сочинений, и в первую очередь аннотированный каталог Александрийской библиотеки — «Таблицы прославившихся во всех науках и искусствах, а также того, что ими сочинено», в 120 книгах. Имя каждого писателя в «Таблицах» сопровождалось краткой его биографией, в которой сообщались сведения о его учителях и образовании. Труд не сохранился, однако упоминания о нём позволяют предположить, что каталог был составлен по жанрам, среди которых были отдельно выделены эпические поэты, лирические, драматурги, философы, историки, ораторы и т. п. Есть основания полагать, что в драматургической секции, каждой отдельной пьесе был присвоен номер, при этом указывались и стихометрические данные (число строк), а также приводилась первая фраза литературного памятника, что способствовало более надёжной идентификации. По Афинею, преемники Каллимаха продолжили его труд: Аристофан Византийский написал сочинение «К таблицам Каллимаха», где содержались различные дополнения и поправки к составленной Каллимахом библиографии (Athen., IX, 408).

## Утрата библиотеки
В 48—47 годах до н. э. Юлий Цезарь воевал в Египте, вмешавшись в династическую войну между Клеопатрой и её братом Птолемеем XIII Дионисом. В результате военных действий в городе и библиотеке случился большой пожар и часть книг сгорела. Античные авторы, описывая эти события, сильно противоречили друг другу: по Сенеке (De tranquilitate 9, 5) погибло 40 000 книг, в то время как Павел Орозий (Oros., VI, 15, 3) приводил число в 400 000 книг, Авл Геллий (Noctes Atticae, VII, 17) — в 700 000 книг, а Дион Кассий (XLII, 38) утверждал, что сгорели верфи, склады с хлебом и с книгами (вероятно, предназначенными к отправке в Рим), но не библиотека. Плутарх заявлял, что Марк Антоний пополнил пострадавшие фонды за счёт другой крупнейшей библиотеки эллинистического мира — Пергамской, желая угодить Клеопатре.
Далее около двух столетий Александрийская библиотека существовала в относительно спокойной обстановке. У Светония в биографии Клавдия (42, 2) содержится фрагмент, в котором тот повелел пристроить к Мусейону новое здание для переписывания и публичного чтения собственных сочинений императора. Из этого некоторые авторы делают вывод, что упадок библиотеки уже начался. В то же время, у Светония сообщается, что после того, как римская императорская библиотека пострадала от пожара, Домициан отправил в Александрию специалистов для копирования и сверки утраченных текстов («Жизнь двенадцати цезарей», «Домициан», 20). Из этого Р. Бэгналл делал вывод, что в римскую эпоху библиотека утратила свой религиозный статус и была переориентирована на нужды системы образования.
Во II веке Александрию посетил император Адриан, назначивший в Мусейон нескольких новых членов. Есть основания полагать, что эту политику продолжили его преемники Антонин Пий и Марк Аврелий. Однако, с началом кризиса Римской империи, в 216 году император Каракалла отдал Александрию на разграбление своим солдатам, что также могло повредить сохранности книг. При нём же понизился статус хранителей Музея и библиотеки, они потеряли ряд привилегий, восходящих ещё к эпохе Александра Македонского.
Главная библиотека вероятнее всего погибла в 273 году, когда император Аврелиан разрушил и сжёг Брухейон при взятии Александрии, подавляя мятеж царицы Зенобии; часть библиотеки, хранившаяся при храме Сераписа, была утрачена, вероятно, позднее. Если Мусейон и библиотека всё ещё существовали в это время, они почти наверняка были уничтожены во время нападения. Если бы они пережили нападение, то всё, что от них осталось, вероятно было бы уничтожено во время осады Александрии императором Диоклетианом.
Император Диоклетиан в марте 298 года после восьмимесячной осады захватил Александрию, подавляя восстание Домиция Домициана. После захвата города Диоклетиан отдал дома и храмы на разграбление своим воинам, что привело к масштабным разрушениям и, скорее всего, неблагоприятно сказалось на сохранности музея и библиотеки. Время окончательной гибели библиотеки точно не установлено.
Со времени эпохи Просвещения стала популярна версия, согласно которой библиотека была уничтожена христианами в IV веке. В основу данного утверждения были положены события 391 года, когда патриарх Феофил Александрийский получил от императора Феодосия I разрешение на преобразование заброшенных языческих храмов в христианские церкви. При ремонте одного из храмов произошёл конфликт между язычниками и христианами, в ходе которого язычниками было убито много людей, а христианами в ответ был разрушен Серапиум. Церковный историк Сократ Схоластик описывал те события так:

Опираясь на такое полномочие, Феофил употребил всё, чтобы покрыть бесславием языческие таинства: он срыл капище митрийское, разрушил храм Сераписа… Видя это, александрийские язычники, а особенно люди, называвшиеся философами, не перенесли такого оскорбления и к прежним кровавым своим делам присовокупили ещё большие; воспламенённые одним чувством, все они, по сделанному условию, устремились на христиан и начали совершать убийства всякого рода. Тем же со своей стороны платили христиане…
О тех событиях также писал языческий автор Евнапий Сардийский. Оба — Сократ и Евнапий — сообщали о разрушении языческих храмов, однако упоминаний об уничтожении именно книг нет. Хотя христиане и разрушили само здание храма Серапеум, в нём на тот момент уже давно не было никаких свитков или манускриптов, римский историк Аммиан Марцеллин, писавший до разрушения Серапеума в 391 году, упоминает библиотеку Серапеума в прошедшем времени, указывая, что библиотеки больше не существовало ко времени разрушения Серапеума. Это подтверждает другой римский историк Павел Орозий (Oros., VI, 15, 32), который сообщает, что пустые шкафы от книг можно было видеть в разных храмах Александрии. Поскольку библиотека и александрийский Серапеум, где, как уже было сказано, одно время хранились рукописи, были разными учреждениями, расположенными в разных частях Александрии, то поэтому нельзя говорить, что в случае уничтожения одного места, автоматически пострадал и другой объект. Более того, известно, что Александрийский мусейон как и библиотека в какой-то форме существовали и позднее событий 391 года, сохранив при этом определённое количество библиографических ресурсов, хотя об организации библиотеки в более поздний период информации не сохранилось; в частности, одним из последних известных интеллектуалов, работавших там, был математик и философ Теон Александрийский, скончавшийся около 405 года (сведения об этом приводятся в энциклопедии «Суда»), информация же о Мусейоне периодически всплывает в исторических источниках вплоть до начала VII века. А кроме того, существование мусейона, а значит и библиотеки, в более поздний период подтверждается археологическими находками, так в центре Александрии были найдены лекционные залы, относящиеся к периоду поздней античности, расположенные в районе, где ранее располагался сам Мусейон, на который ссылаются поздние авторы, к примеру одним из последних известных преподавателей мусейона был Стефан Византийский, живший в начале VII века. Александрия в любом случае по-прежнему оставалась центром интеллектуальной и культурной жизни, продолжая свои славные культурно-эстетические традиции вплоть до захвата Египта арабами-мусульманами в VII веке.
В 642 году нашей эры Александрия была захвачена арабо-мусульманской армией Амра ибн аль-Ас. Несколько более поздних арабо-мусульманских источников описывают разрушение библиотеки по приказу халифа Умара, к примеру, согласно сообщениям арабского мусульманского историка Ибн аль-Кифти, по приказу Амр ибн аль-Асы сначала книги были собраны в одном месте, а потом все они были распределены по городским баням и использовались как топливо для печей в течение шести месяцев. Эта информация также присутствует в труде Chronicon Syriacum православного сиро-яковитского епископа XIII века Григория Бар-Эбрея, он также сообщает, что уцелевшие рукописи погибли в VII—VIII веках при господстве арабов-мусульман. Все авторы описывают события схожим образом: халиф Умар ибн аль-Хаттаб в 641 году дал повеление полководцу Амру ибн аль-Асу сжечь Александрийскую библиотеку, сказав при этом: «Если в этих книгах говорится то, что есть в Коране, то они бесполезны. Если же в них говорится что-нибудь другое, то они вредны. Поэтому и в том и в другом случае их надо сжечь». Более поздние учёные стали скептически относятся к этой истории, указывая на промежуток времени прошедший после того, как они были записаны и политические мотивы различных авторов. Первым кто выразил определённые сомнения был иезуит Евсевий Ренодо, который написал замечание по этому поводу в 1713 году в своём переводе египетской Истории Александрийских патриархов, где он писал, что в этой истории «было что-то недостоверное». По словам Дианы Делии, «отказ Умара от языческой и христианской мудрости, возможно, был придуман и использован мусульманскими властями в качестве морального примера для мусульман в более поздние неопределённые времена, когда преданность правоверных вновь подвергалась испытанию близостью с неверными». Российский историк-арабист О. Г. Большаков комментировал это так:

Специалисты хорошо знают, что это всего лишь благочестивая легенда, приписывающая Умару «добродетельный» поступок — уничтожение книг, противоречащих Корану, но в популярной литературе эта легенда иногда преподносится как исторический факт. Однако ни Иоанн Никиусский, немало сообщающий о погромах и грабежах во время арабского завоевания, ни какой-либо другой христианский историк, враждебный исламу, не упоминает пожара библиотеки.
Таким образом, сложно приписать утрату библиотеки конкретному событию или же обвинить в ней исключительно язычников, христиан или мусульман. Споры об этом — многовековая традиция. В частности, Плутарх винил Цезаря, Эдуард Гиббон — христиан, Григорий Бар-Эбрей — мусульман, а авторы современной Британской Энциклопедии возложили основную вину на Аврелиана. C точки зрения Р. Бэгнолла, упадок и гибель Александрийской библиотеки были длительным процессом, естественным в своей основе. С упадком классической философии и отсутствии интереса у властей, не оказывалось средств для восстановления обветшавших свитков, которые требовали постоянного обновления. В античности папирусные книги-свитки старше 200 лет считались большой редкостью.

## Историография. Археологические свидетельства
Несмотря на крайне малое количество достоверной информации об Александрийской библиотеке, она с течением веков стала архетипическим символом хранилища знания и культуры, а также символом скоротечности бытия. Этот образ возник в эпоху Ренессанса и в почти неизменном виде стал передаваться последующим поколениям. Новое измерение тема Александрийской библиотеки приобрела в монументальном труде «История упадка и разрушения Римской империи» (1776—1789) Эдуарда Гиббона, в котором он обвинил в уничтожении библиотеки христиан, а не мусульман.
Отсчёт современной научной историографии Александрийской библиотеки ведётся с 1823 года, когда в Лейдене вышла небольшая монография Герхарда Деделя Historia critica bibliothecae Alexandrinae. В 1838 году аналогичную книгу опубликовал Ф. Ричль, и с тех пор публикации на тему Александрийской библиотеки стали более или менее регулярными. Существенным вкладом в исследование библиотеки стала монография американского исследователя Э. Парсонса, вышедшая в 1952 году. В 1986 году было опубликовано исследование Л. Канфора «Исчезнувшая библиотека», ставшее бестселлером, но его критиковали за смешение фактов с литературным вымыслом и «туманность» выводов. Однако, поскольку в книге приведены почти все древние источники и описаны современные исследования, книга переводилась на многие языки и регулярно переиздаётся. В 1990 году вышло большое исследование Мустафы аль-Аббади, считающееся наиболее фундаментальным из до сих пор публиковавшихся.
С точки зрения археологии, Александрийская библиотека локализуется плохо. Из описания Страбона следует, что у библиотеки вообще не было отдельного здания (по крайней мере, оно не упоминается). Руководитель раскопок царского квартала древней Александрии Жан-Ив Эмперёр вообще скептически относился к возможности открытия остатков здания Библиотеки. Одним из следов материального существования Библиотеки считается каменный ящик, обнаруженный в 1847 году. Предполагается, что он служил для хранения книг, ныне он находится в коллекции венского Музея истории искусств. По результатам раскопок александрийского Серапеума, принято считать, что для хранения книг служила анфилада из 19 комнат размером 3 × 4 м, расположенная во дворе за южным портиком.

### В массовой культуре
С 1980-х годов судьба Александрийской библиотеки заинтересовала авторов исторической и приключенческой прозы. В свет вышли романы Стива Берри, Клайва Касслера, математика и историка науки Дени Гежа, астронома и писателя Жана-Пьера Люмине.
Александрийская библиотека играет определённую роль в сюжете, по крайней мере, двух фильмов на античную тему. В исторической драме «Клеопатра» (1963) египетская царица называет Цезаря «варваром» за погибшую в ходе боевых действий библиотеку — в фильме показан её пожар. В 2009 году вышел фильм «Агора», посвящённый судьбе Гипатии, которая по сюжету работала в Александрийской библиотеке. Этот фильм вызвал множество критических откликов в отношении корректности передачи исторической реальности, включая разбор профессионального историка — Фэйт Джастис.

## Наследие
Александрийская библиотека была одной из самых больших и престижных библиотек древнего мира, но далеко не единственной. К концу эллинистического периода почти в каждом городе Восточного Средиземноморья имелась публичная библиотека. В римский период число библиотек только увеличивалось. К IV веку нашей эры в одном только Риме насчитывалось по меньшей мере две дюжины публичных библиотек. По мере того как Александрийская библиотека приходила в упадок, центры академического мастерства возникали и в других городах. Кроме того, возможно, что большая часть материалов из Александрийской библиотеки действительно сохранилась, благодаря императорской библиотеке Константинополя, академии Гондишапура и дому мудрости в Багдаде. Этот материал позже был захвачен и вывезен крестоносцами после разграбления ими Константинополя, что привело к пополнению фондов библиотеки Ватикана, где разрозненные фрагменты древних текстов подверглись перекомпиляции, а позже благодаря этому развились первые западноевропейские университеты.
В конце античности, когда Римская империя стала христианской, начали основываться христианские библиотеки по образцу Александрийской библиотеки и других великих библиотек более ранних языческих времён по всей грекоязычной восточной части империи. Среди крупнейших и наиболее известных из этих библиотек были библиотека Кесарии, библиотека Иерусалима и христианская библиотека в Александрии. Эти библиотеки содержали одновременно языческие и христианские тексты, и христианские учёные применяли к иудейским и христианским писаниям те же филологические приёмы, которые учёные Александрийской библиотеки использовали для анализа греческих классиков. Тем не менее изучение языческих авторов оставалось вторичным по отношению к изучению христианских писаний вплоть до эпохи Возрождения.
По иронии судьбы, сохранившиеся древние тексты ничем не обязаны великим библиотекам античности, а наоборот, все обязаны тому факту, что они были изнурительно скопированы и переписаны, сначала профессиональными писцами в римский период на папирус, а затем христианскими монахами в Средние века на пергамент.

### Современная Александрийская библиотека
Идея возрождения Александрийской библиотеки в современную эпоху впервые была выдвинута в 1974 году, когда Лотфи Довидар был президентом Александрийского университета. В мае 1986 года Египет обратился к исполнительному совету ЮНЕСКО с просьбой разрешить международной организации провести технико-экономическую осуществимость данного проекта. Это ознаменовало начало участия ЮНЕСКО и международного сообщества в усилиях по реализации этого проекта. Начиная с 1988 года ЮНЕСКО и ПРООН работали в поддержку международного архитектурного конкурса по проектированию библиотеки. Египет выделил четыре гектара земли для строительства библиотеки и учредил Национальную Высшую комиссию для Александрийской библиотеки. Президент Египта Хосни Мубарак проявил личный интерес к этому проекту, что в значительной степени способствовало его продвижению. Завершённая в 2002 году, «Библиотека Александрина» в настоящее время функционирует как современная библиотека и культурный центр, в память о первоначальной Александрийской библиотеке. В соответствии с миссией Великой Александрийской библиотеки в новой Александрийской библиотеке также находится Международная школа информационных наук (ISIS)-школа для студентов, готовящихся к получению узкоспециализированных дипломов аспирантов, целью которой является подготовка профессиональных кадров для библиотек Египта и всего Ближнего Востока. Новая Александрийская библиотека призвана восстановить былое величие и обеспечить свободный доступ к знаниям для всех желающих. В результате строительства библиотеки в Египте была создана новая образовательная система и публичная образовательная организация, независимая от правительства. Во время революции 2011 года в Египте жители Александрии выстроились в живую цепь вокруг библиотеки, чтобы защитить её от толпы мародёров, которые, поджигая, крушили всё на своём пути.